# Hank Medress
Hank Medress (New York, 19 november 1938 – aldaar, 18 juni 2007) was een Amerikaanse zanger en muziekproducent.
Medress was lid van de groep The Tokens, bekend van de hit "The Lion Sleeps Tonight". Eerder werkte hij in de groep The Linc-Tones samen met zijn schoolvriend Neil Sedaka, die later successen zou vieren als zanger en als tekst- en muziekschrijver.
- MusicBrainz: 7497fe94-bcca-4348-9454-a46f84e75296
- Virtual International Authority File: 6148154260875924480000